# Deezer
Deezer (українською вимовляється як Ди́зер, англійською як [di:zə(ɹ)]) — вебсайт для прослуховування музики в потоковому форматі. Дозволяє користувачам слухати на різних пристроях онлайн чи офлайн записи найбільших лейблів, як Sony, EMI, Warner Music Group, Universal Music Group. Сайт створений у Франції 2007 року. В його бібліотеці станом на серпень 2018 року представлено понад 53 млн ліцензованих треків, понад 2 млн альбомів, понад 30 тис. радіоканалів, та понад 100 млн плейлистів. Також Deezer складає чарти найпопулярніших пісень як в світовому масштабі, так і за країнами, зокрема і в Україні. Його щомісячна аудиторія, станом на 2018 рік, сягає 14 млн користувачів і 6 млн абонентів. Має застосунки для мобільних пристроїв на iOS, Android, Windows Phone та розумних годинників Garmin.

## Історія
2006 року, Daniel Marhely, мешкаючи у Парижі, створив першу версію Дизеру, яка тоді мала назву Blogmusik. Головною метою було надання необмеженного доступу до музики для її прихильників за допомогою технології стримінґу.
На початку роботи сайт мав певні копірайтові проблеми, порушивши права французького агентства SACEM, а згодом у квітні 2007 року закрився. У серпні 2007 року сайт перезапущено під назвою Дизер, дійшовши згоди з агентством SACEM, та почавши платити правовласникам відсоток від показу реклам на сайтові, та надаючи можливість користувачам завантажувати музику, яку вони слухали на Дизері, з iTunes. Deezer отримував певний відсоток від кожної такої купівлі.

### Запуск
Під час запуску 2007 року, Deezer не мав угод з великими музичними лейблами, і тому мав обмежену кількість альбомів. Підписання угод з чотирма найбільшими лейблами зайняло понад 2 роки, в той час також було вкладено багато угод з дрібнішими лейблами, а станом на 2011 рік компанія вже мала права на 8 мільйонів пісень. У серпні 2007 року, під час першого місяця початку роботи, сайт Deezer мав 773,000 відвідувачів, з поліпшенням кількості відвідувачів у наступні кілька років — бо вже 2.75 мільйонів людей користувалися Дизером у травні 2008 року, а у грудні 2009 року ця кількість склала вже 7 мільйонів користувачів.
Попри велику кількість користувачів, Deezer майже відразу отримав фінансові проблеми — у першій половині 2008 року, компанія одержала прибуток у 875,000 євро, чого було недостатньо для сплати ліцензійних виплат. У липні 2008 року, компанія почала рекламувати себе за допомогою фірми Deezer Media; у жовтні, Deezer отримав інвестиції на суму 8.4 мільйона доларів від фундацій AGF Private Equity і CM-CIC Capital Prive, що у загалі принесло компанії $15.8 мільйона. Дизер запровадив обов'язкову реєстрацію у лютому 2009 року, аби зібрати більше користувацьких даних, щоб показувати користувачам реклами, які були б націлені саме на них. У листопаді 2009 року з'явилися аудіореклами, які відтворювалися поміж пісень.
5 листопада 2009 року, Deezer розпочав трирівневу бізнес-модель. Продовжуючи пропонувати прослуховувати музику безкоштовно, але з певними обмеженнями, компанія також запровадила дві абонентських послуги — користувачі, які б платили €4.99/місяць, отримували можливість слухати музику з вищим бітрейтом та без реклам. Користувачі, які б платили €9.99/місяць, отримували можливість також слухати музику за допомогою програми на комп'ютері, а також з застосунків на мобільних пристроях з системами Android, BlackBerry, та iOS.
У січневі 2010 року, CEO та співзасновника компанії, Джонатана Бенассаю, замінили на CEO Аксела Давчеза, після того як лише 15,000 з 12 мільйонів Дизерових користувачів придбали абонементи на платні послуги. У серпні 2010 року, мобільний оператор Orange уклав з Дизером партнерську угоду, яка надає певним французьким тарифним планам Orange доступ до послуги Deezer Premium. Майже відразу після того як угода набула чинності, кількість користувачів, які підписалися на платні послуги Дизеру, зросла з 6,000/місяць до 100,000; у січні 2011 року, 500,000 людей підписалися на платні послуги, у середині року кількість платних абонентів зросла до 1 мільйону, що на пів року випереджало прогнозований розклад подій. Обидві компанії, у вересні 2011 року, розширили своє партнерство та додали до послуг користувачів з Великої Британії. Також у вересні 2011 року Deezer додав інтеграцію з Facebook'ом, що дозволило користувачам надсилати одне одному музику в соціальній мережі.

### Розширення

Доступність Дизеру у світові As of 2016 рік.

Deezer запущений 2007 року в Франції. 7 грудня 2011 року, Deezer, що працював лише у Бельгії, Франції та Великій Британії, оголосив про плани всесвітнього розширення до кінця 2011 року та продовжити розширюватися у 2012 році. Згідно кампанії, планувалося зробити Deezer доступним у всій Європі до кінця 2011 року, на обох американських континентах (виключаючи Сполучені Штати) до кінця січня 2012 року, в Африці та південносхідній Азії до кінця лютого, і в решті світу (виключаючи Японію) до кінця червня 2012 року.
Робота з включення всієї Європи тривала до 15 березня 2012 року, а згодом до 25 квітня сервіс запрацював у Канаді, Австралії та Новій Зеландії. 8 червня Deezer оголосив про доступність у 35 країнах Латинської Америки, окрім Бразилії, Куби та Венесуели. 15 серпня, Deezer оголосив що протягом кількох тижнів сервіс працюватиме у Малайзії, Індонезії, Пакистані, Філіппінах, Сингапурі й Таїланді.
8 жовтня 2012 року, Deezer оголосив про отримання внеску у $130 мільйонів від компанії Access Industries, і що він спрямовуватиметься на подальше міжнародне розширення. Через два дні, компанія оголосила що розширилася на 76 нових ринків, і загалом надає свої послуги у 160 країнах. 21 грудня, Deezer оголосив про новий рівень послуги, яка надає можливість вільно прослуховувати дві години музики без реклами на місяць. CEO Давчез сказав що Deezer мав на меті знайти партнера, аби представити свої послуги в Сполучених Штатах, партнера «який би надав нам велику кількість абонентів», та посприяв входженню на «необґрунтовано високий» ціновий ринок США.
Станом на грудень 2012 року, Deezer мав приблизно 3 мільйони абонентів та 7 мільйонів активних користувачів. Кількість пісень у їхньому каталогові сягала 20 мільйонам пісень. До 2016 року, згідно слів CEO Dauchez, компанія націлилася отримати 5 % від світового музичного ринку.
У січні 2013 року, Deezer оголосив про розширення на 22 нових країни, до яких ввійшли Сполучені Штати, Бразилія та певні країни Африки, Азії і Середнього Сходу, що разом склало 182 країни, в яких працює Deezer. Проте запуск у США обмежився лише на певну кількість пристроїв. У липні 2016 року, Deezer додав США до списку країн, які він підтримує. Станом на лютий 2018 року, Deezer працює у 189 країнах світу.

## Інтеграція з Last.fm
У січні 2012 року, Last.fm оголосив що Deezer інтегруватиметься з Last.fm, дозволивши користувачам надсилати пісні з їхніх Дизерових акаунтів до акаунтів Last.fm та скроблити їх.

## Облікові записи та абонементи
Станом на серпень 2018 року, Deezer має чотири види акаунтів. Усі абонементи надають можливість безмежно програвати пісні та мають підтримку для смартфонів.
| Абонемент      | Ціни для України | Реклами | Пропускання та промотування                      | Офлайновий режим          | TV, HiFi, та автове підтримування | Підтримування Google Chromecast | Акаунти | Звукова якість (kbit/s) |
| -------------- | ---------------- | ------- | ------------------------------------------------ | ------------------------- | --------------------------------- | ------------------------------- | ------- | ----------------------- |
| Deezer Free    | Безкоштовно      | Так     | Шість пропусків на годину, промотування відсутнє | Ні                        | Так (обмежено)                    | Так (обмежено)                  | 1       | MP3 якість (128 kbit/s) |
| Deezer Premium | €3.99/місяць     | Немає   | Необмежене пропускання та промотування           | Так                       | Так                               | Так                             | 1       | MP3 якість (320 kbit/s) |
| Deezer Family  | €5.99/місяць     | Немає   | Необмежене пропускання та промотування           | Так                       | Так                               | Так                             | 6       | MP3 якість (320 kbit/s) |
| Deezer HiFi    | €7.99/місяць     | Немає   | Необмежене пропускання та промотування           | Так (лише MP3 320 kbit/s) | Так                               | Так                             | 1       | FLAC                    |